# Gora Veternička
Gora Veternička est un village de la municipalité de Novi Golubovec (comitat de Krapina-Zagorje) en Croatie. Au recensement de 2011, le village comptait 238 habitants.